# Верхньоломовська сільська рада
Верхньоло́мовська сільська рада (рос. Верхнеломовский сельский совет) — сільське поселення у складі Нижньоломовського району Пензенської області Росії.
Адміністративний центр — село Верхній Ломов.

## Історія
2010 року була ліквідована Новошуструйська сільська рада (села Новий Шуструй, Пошутовка, Старий Шуструй, Сухопечаєвка, присілок Макаровка), її територія увійшла до складу Верхньоломовської сільради.

## Населення
Населення — 3923 особи (2019; 4516 в 2010, 5206 у 2002).

## Склад
До складу сільської ради входять:
| Населений пункт           | Населення, осіб (2002) | Населення, осіб (2010) |
| ------------------------- | ---------------------- | ---------------------- |
| Верхній Ломов, село       | 4449                   | 4054                   |
| Зарічний, селище          | 18                     | 7                      |
| Козлятське, село          | 164                    | 118                    |
| Макаровка, присілок       | 5                      | 1                      |
| Нова Михайловка, присілок | 68                     | 43                     |
| Новий Шуструй, село       | 287                    | 193                    |
| Пошутовка, село           | 50                     | 27                     |
| Стара Мурава, село        | 107                    | 63                     |
| Старий Шуструй, село      | 19                     | 3                      |
| Сухопечаєвка, село        | 39                     | 7                      |